# Kama (Fukuoka)
Kama (嘉麻市 Kama-shi?) es una ciudad localizada en Fukuoka, Japón.
La ciudad fue fundada el 27 de marzo de 2006 tras la fusión de la antigua ciudad de Yamada, y las ciudades de Inatsuki, Kaho y Usui, todos del Distrito de Kaho, excepto el municipio de Keisen.

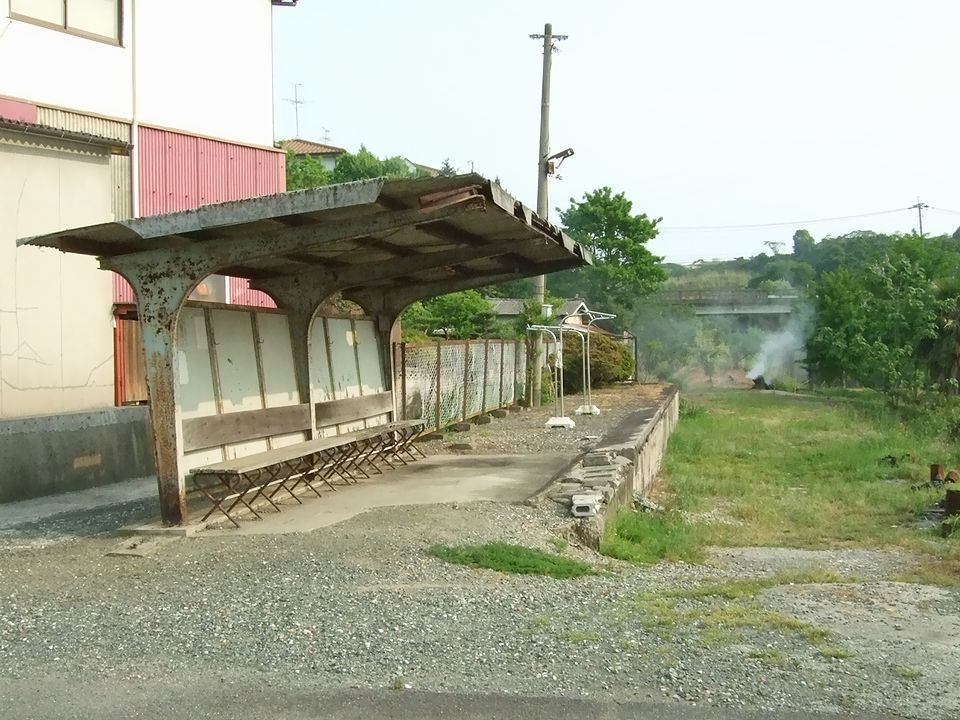
Antigua estación de Saida.